# Verflixt und zugenäht
Verflixt und zugenäht ist eine deutsche Redewendung.
Sie wird als Steigerung des Fluches verdammt gesehen und hat die Nebenform Verdammt und zugenäht sowie Verflucht und zugenäht. Verflixt ist eine euphemistische Form des Wortes verflucht.
Die Wendung stammt aus einem Studentenlied, in dem es heißt:
Ich habe eine Liebste, die ist wunderschön,

sie zeigt mir ihre Äpfelchen, da ist's um mich gescheh’n.

Doch als mir meine Liebste der Liebe Frucht gesteht,

da hab’ ich meinen Hosenlatz verflucht und zugenäht.
Einer anderen Theorie zufolge wurde der Ausruf gebraucht, wenn beim studentischen Fechten einer der Paukanten einen so schweren Schmiss erhielt, dass er sofort genäht werden musste.

## Belege
1. ↑  Jochen Krause alias Dr. Wort: Klappe zu Affe tot. ISBN 978-3-644-43391-5.
2. ↑  Lutz Röhrich: Lexikon der sprichwörtlichen Redensarten. Band 3. Herderverlag, ISBN 978-3-9811483-8-1, S. 1670–1671.